# Äquatorialguineisch-portugiesische Beziehungen
Die äquatorialguineisch-portugiesischen Beziehungen beschreiben das zwischenstaatliche Verhältnis von Äquatorialguinea und Portugal. Die Länder unterhalten seit 1977 direkte diplomatische Beziehungen.
Sie sind beide Mitglieder der Gemeinschaft der Portugiesischsprachigen Länder.

## Geschichte

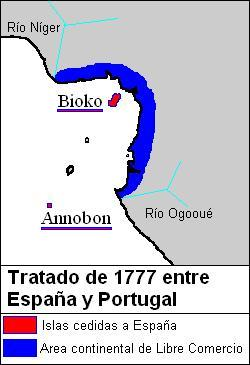
Karte zum portugiesisch-spanischen Abkommen 1777

### Bis 1968
Die unbewohnte Insel Annobón (portugiesisch: Ano-Bom) wurde am 1. Januar 1472 durch die portugiesischen Seefahrer Pedro Escobar und João de Santarém entdeckt. Im gleichen Jahr entdeckte Fernão do Pó die heutige Insel Bioko für Portugal. Bereits seit etwa 1470 gehörte die Insel Corisco zum Portugiesischen Kolonialreich. Das Festland Äquatorialguineas, heute als Mbini bekannt, wurde ebenfalls von Portugal beansprucht.
Mit dem Vertrag von San Ildefonso und dem folgenden Vertrag von El Pardo trat Portugal seine Besitzungen im Golf von Guinea 1777/1778 an Spanien ab. Damit war das heutige Äquatorialguinea nicht mehr Teil des portugiesischen Weltreichs. Zumindest auf Annobón gelang es den Spaniern jedoch nicht, den lokalen Widerstand zu brechen. De facto wurde die Insel danach von der nahen portugiesischen Besitzung São Tomé und Príncipe aus verwaltet. Die portugiesischbasierte hiesige Kreolsprache Fá d’Ambô (portugiesisch: Falar de Ano-Bom) geht auf diese Zeit zurück.
Im 19. Jahrhundert setzte Spanien seine Ansprüche dann in allen seinen Besitzungen im Golf von Guinea durch. 1909 wurden diese Gebiete zu den Territorios Españoles del Golfo de Guinea vereinigt, international auch als Spanisch-Guinea bekannt.
Als Republik Äquatorialguinea wurde das Land 1968 unabhängig.

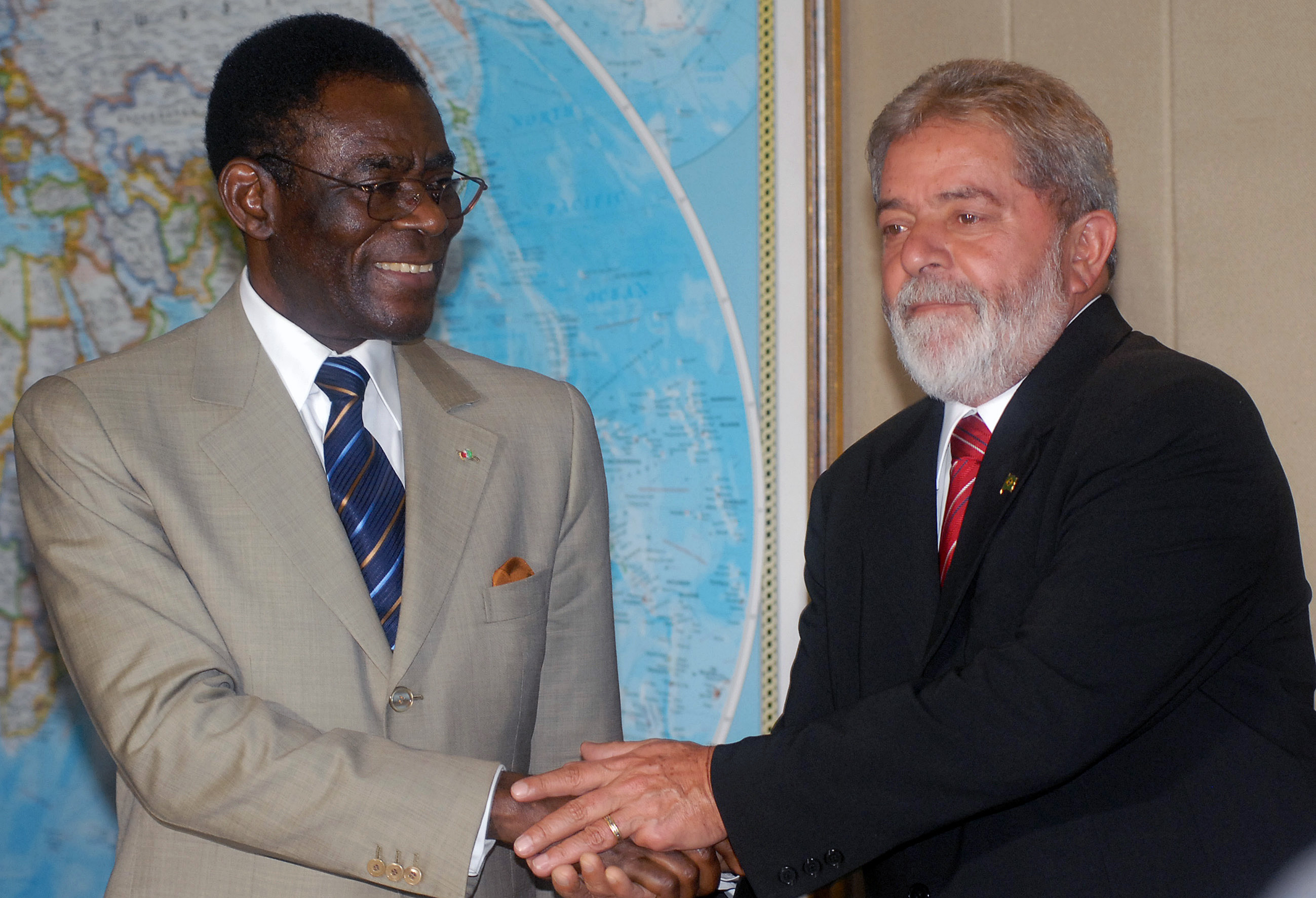
Äquatorialguineas Präsident Teodoro Obiang mit Brasiliens Präsident Lula da Silva (2008), seit 2014 Partnerländer in der Gemeinschaft der Portugiesischsprachigen Länder

### Seit 1968
Seit dem 9. März 1977 unterhalten Äquatorialguinea und Portugal diplomatische Beziehungen. Erstmals wurde eine portugiesische Vertretung in der äquatorialguineischen Hauptstadt Malabo am 18. Februar 1997 akkreditiert, weiterhin vertreten durch den Botschafter Portugals in São Tomé und Príncipe.
2007 hat Äquatorialguinea Portugiesisch als seine dritte Amtssprache angenommen. 2014 wurde das Land neuntes Mitglied der Gemeinschaft der Portugiesischsprachigen Länder. Es erhofft sich dabei eine bessere regionale Einbindung und stärkere Kooperationen mit den fünf afrikanischen Staaten mit Amtssprache Portugiesisch.
Im März 2015 kündigte Portugals Außenminister Luís Campos Ferreira die Einrichtung einer portugiesischen Botschaft in Malabo an. Zum portugiesischen Nationalfeiertag am 10. Juni 2016 wurde das Gebäude in Malabo eingeweiht, das die portugiesische Botschaft beziehen wird.

## Diplomatie

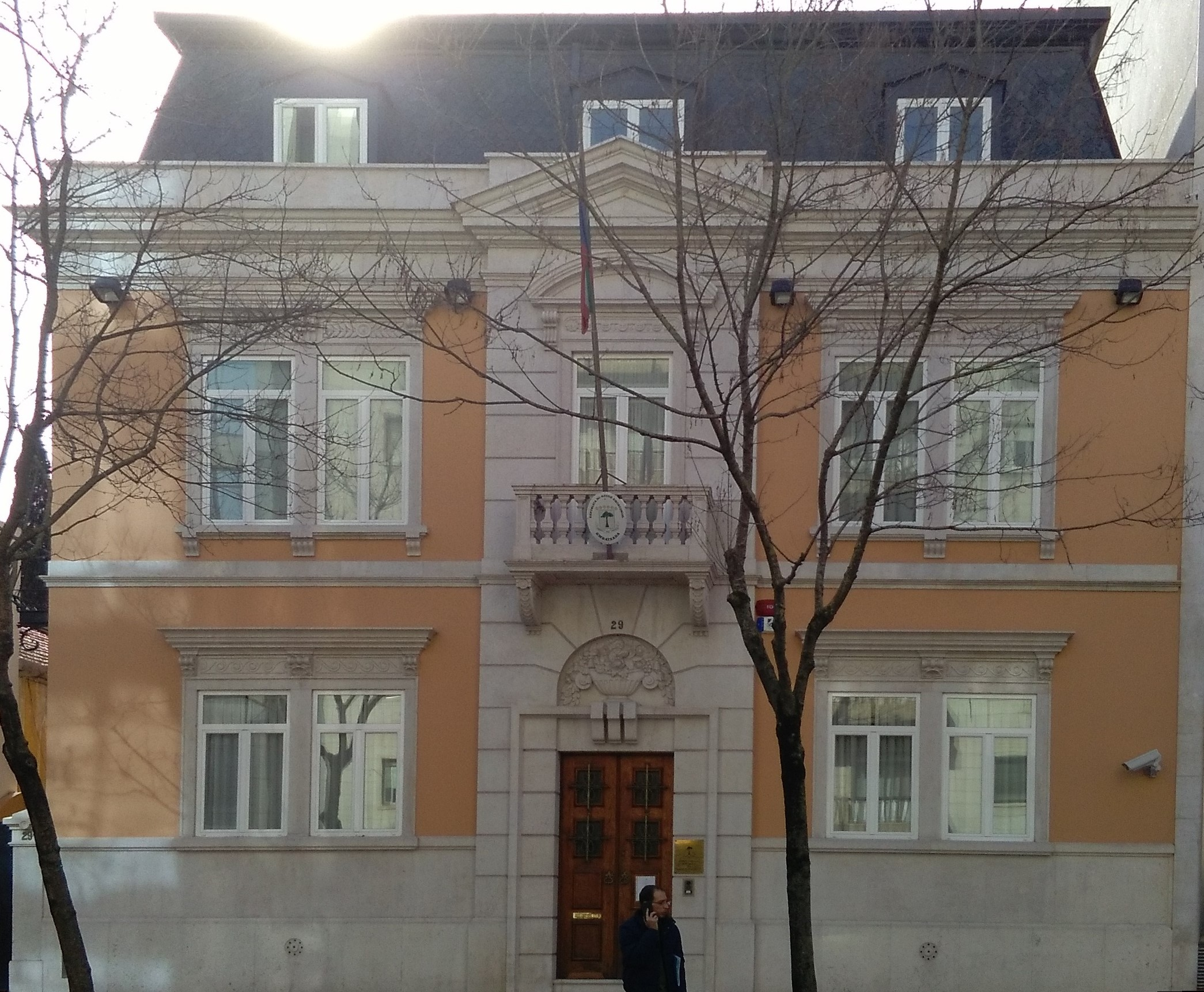
Die äquatorialguineische Botschaft in Lissabon

Die Republik Äquatorialguinea unterhält in der portugiesischen Hauptstadt Lissabon eine Botschaft, in der Avenida João Crisóstomo Nr. 29. Dies ist zudem die Vertretung des Landes bei der Gemeinschaft der Portugiesischsprachigen Länder.
Die Republik Portugal hat in Äquatorialguinea bislang keine eigene Botschaft, sondern ist dort über die portugiesische Botschaft in São Tomé und Príncipe akkreditiert. Am 10. Juni 2016 wurde der Neubau in der Hauptstadt Malabo eingeweiht, in den die erste portugiesische Botschaft in Äquatorialguinea ziehen wird.
Seit 2013 existiert im Bairro de Caracolas  in Malabo ein portugiesisches Honorarkonsulat, Konsul ist Manuel Azevedo.

## Wirtschaft
Etwa 500 portugiesische Staatsbürger leben im erdölreichen Äquatorialguinea, vornehmlich Unternehmer aus den Bereichen Bau, Investment und Ausbildung. Insbesondere der Bauboom durch das 2007 beschlossene umfangreiche, durch Ölexporte finanzierte Infrastrukturprogramm Horizonte 2020 lockte neben chinesischen, südkoreanischen, brasilianischen, französischen und marokkanischen Unternehmen auch Firmen aus Portugal nach Äquatorialguinea. Zur unternehmerischen Tätigkeit im Land ist die Gründung einer lokalen Firma mit einheimischer Beteiligung vorgeschrieben.
Im Dezember 2016 vereinbarten Portugal und Äquatorialguinea eine verstärkte Zusammenarbeit in der äquatorialguineischen Landwirtschaft, im Rahmen der Bemühungen des Landes zur Diversifizierung seiner Wirtschaft. Anhand verschiedener Initiativen und Vorschläge aus der Wirtschaft soll nun ein offizielles Abkommen erarbeitet werden.
Im Jahr 2015 führte Äquatorialguinea Waren und Dienstleistungen aus Portugal im Wert von 116,9 Mio. Euro ein (2014: 82,3 Mio., 2013: 74,2 Mio., 2012: 44,3 Mio., 2011: 42,6 Mio.), davon 29,6 % Maschinen, 26,7 % Metalle und 21,4 % Erze und Mineralstoffe.
Im gleichen Zeitraum importierte Portugal aus Äquatorialguinea Waren und Dienstleistungen im Wert von 220,8 Mio. Euro (2014: 142,1 Mio., 2013: 188,7 Mio., 2012: 339,2 Mio., 2011: 106,7 Mio.), fast ausschließlich (99,7 %) Brennstoffe und andere Erdölprodukte.
Damit ist Äquatorialguinea Ziel für 0,16 % (2014: 0,12 %, 2013: 0,11 %, 2012: 0,07 %, 2011: 0,07 %) der Exporte Portugals und Herkunftsland von 0,31 % (2014: 0,21 %, 2013: 0,29 %, 2012: 0,53 %, 2011: 0,16 %) der Importe Portugals.

## Sport
Die Äquatorialguineische und die Portugiesische Fußballnationalmannschaft sind bisher noch nicht aufeinander getroffen, auch die Äquatorialguineische und die Portugiesische Fußballnationalmannschaft der Frauen nicht (Stand August 2023).
Äquatorialguineische Spieler treten gelegentlich auch für portugiesische Vereine an, darunter Nationalspieler wie Luis Nlavo, der 2019 zu Sporting Bragas B-Mannschaft ging, oder Javier Balboa, der zwischen 2008 und 2015 für mehrere portugiesische Teams spielte.